# Lielax, Tammerfors
Lielax (finska: Lielahti) är en stadsdel i Tammerfors i det finländska landskapet Birkaland. Lielax ligger sju kilometer väster om Tammerfors centrum.

## Historia

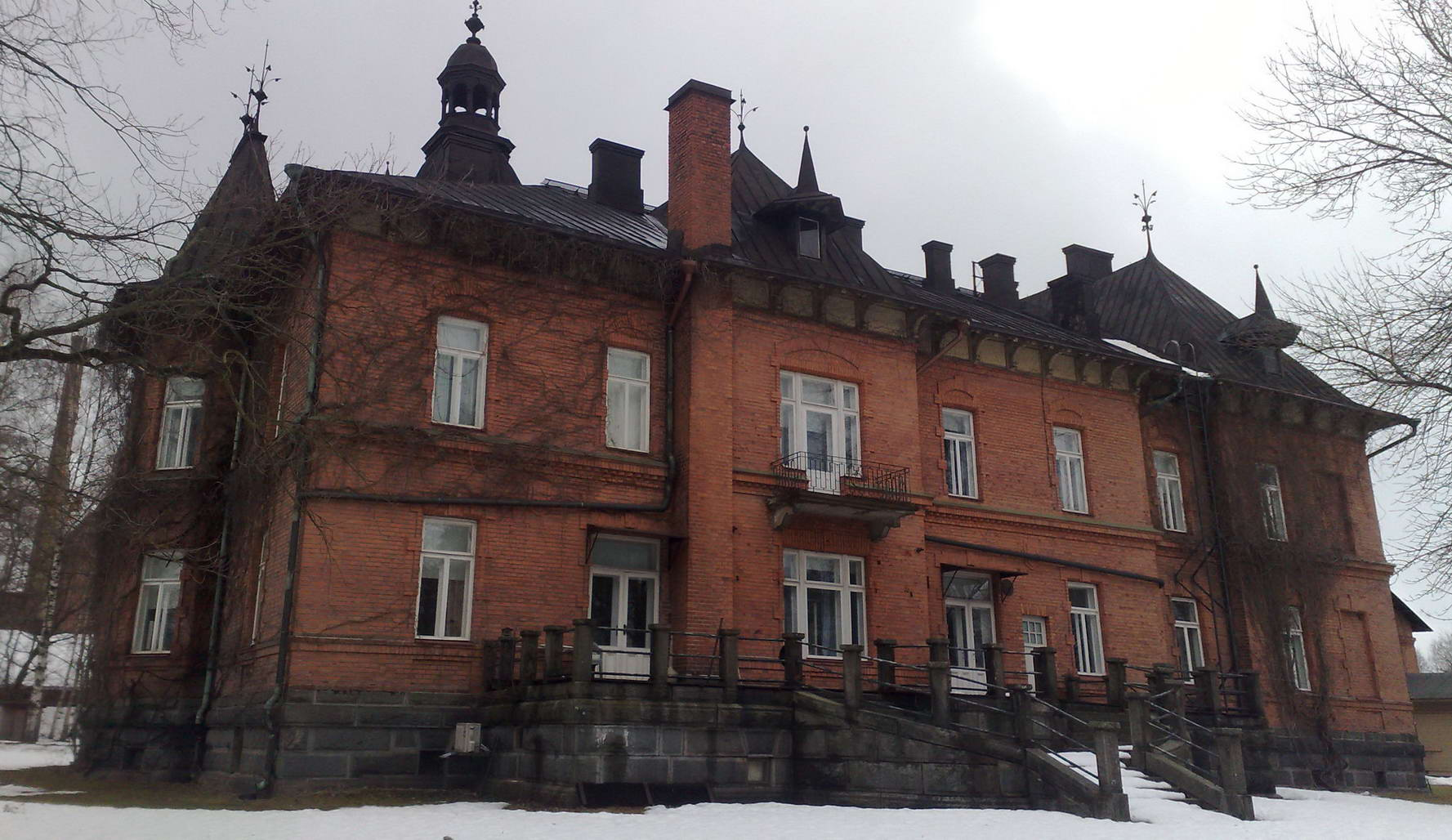
Lielax gård.

Lielax omnämns som en gård i skriftliga källor år 1540. Samfälligheten som även inkluderade Lielax omfattade 17 bondgårdar på 1550-talet. Under 1700-talet ägdes och beboddes Lielax av släkten Tollet från Frankrike.
Mellan 1847 och 1869 ägdes Lielax gård av Klas Alfred Stjernvall. Den 31 oktober 1872 köpte Wilhelm von Nottbeck gården från Stjernvalls arvingar. Under von Nottbecks tid ökade även antalet kor i Lielax ladugård till 400.
Släkten von Nottbecks släktgrav finns fortfarande i Lielax. Den första personen som begravdes i släktgraven var Ernest von Nottbeck år 1885. Släkten ägde en annan byggnad på berget Näsinkallio i Tammerfors och lät flytta järnporten med staket från denna byggnad till Lielax, runt den nya släktgraven. Den sista personen som blev begravd i von Nottbecks släktgrav i Lielax var Andrée de Nottbeck, som hade bott i Genève, Schweiz. De Nottbeck avled 1990 och var Wilhelm von Nottbecks son Peters dotter.
År 1913 köptes Lielax gård av Ab J. W. Enqvist Oy. Bolaget började bygga en cellulosafabrik på Lielax. En del av gårdens gamla byggnader, såsom ladugården, användes för fabrikens olika ändamål. Fabriken stängdes år 2007 och en del av fabriksområdet revs år 2020. Lielax gårds huvudbyggnad i tegel står fortfarande kvar på området.

## Tjänster

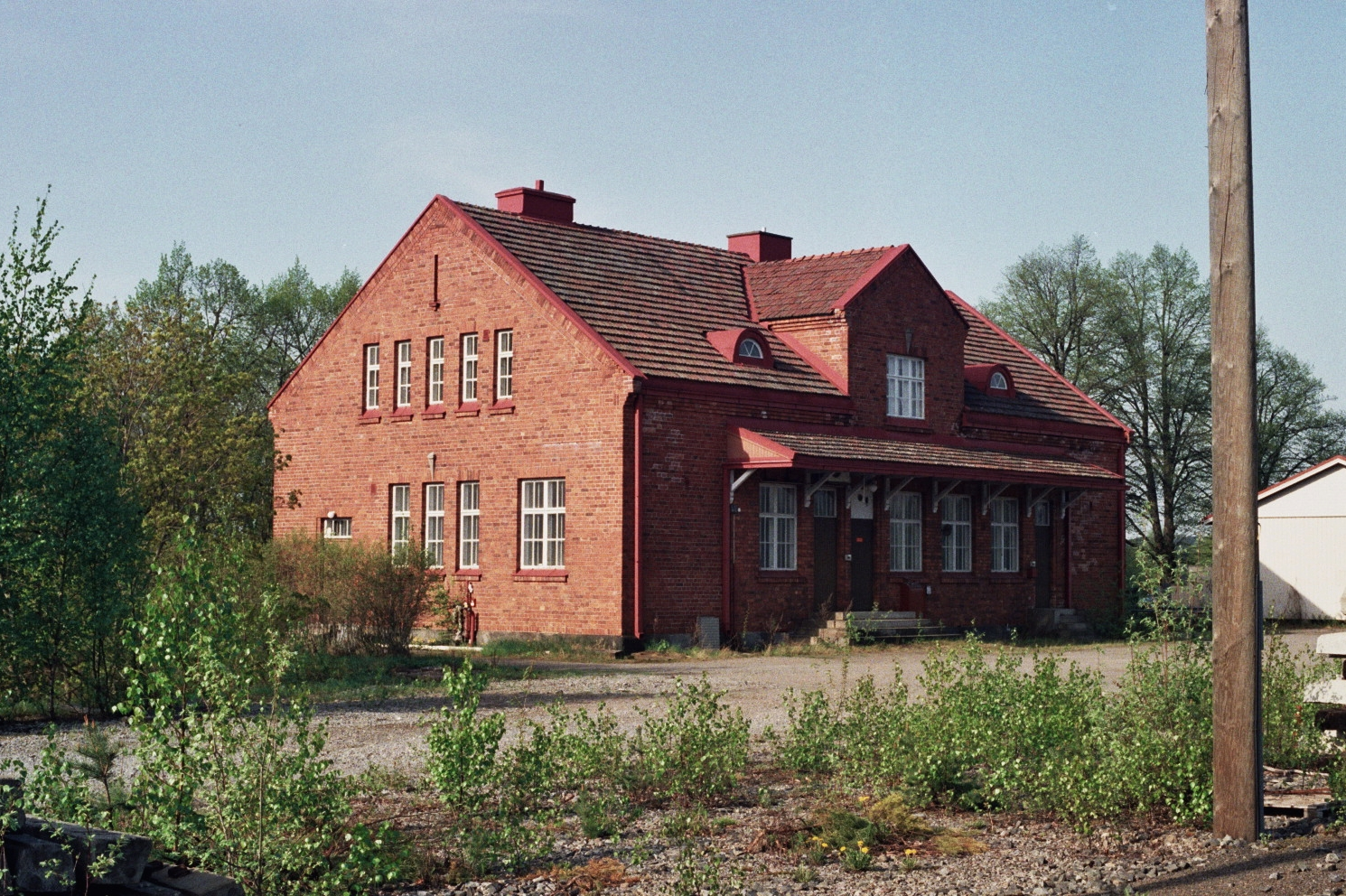
Lielax järnvägsstation.

I Lielax finns en grundskola med årskurserna 1-9. Dessutom har stadsdelen en egen järnvägsstation, Lielax järnvägsstation. Lielax kyrka, ritat av arkitekt Pentti Turunen, invigdes 1961.